# Mistshenkoana fijiensis
Mistshenkoana fijiensis är en insektsart som beskrevs av Andrej Vasiljevitj Gorochov 1990. Mistshenkoana fijiensis ingår i släktet Mistshenkoana och familjen syrsor. Inga underarter finns listade i Catalogue of Life.